# Bielaczek
Bielaczek, tracz bielaczek (Mergellus albellus) – gatunek średniej wielkości wędrownego ptaka wodnego z rodziny kaczkowatych (Anatidae).

## Systematyka
Jedyny żyjący przedstawiciel rodzaju Mergellus. Nie wyróżnia się podgatunków.

## Zasięg występowania
Bielaczek zamieszkuje Półwysep Skandynawski i Syberię aż do północnego zakola Amuru, Sachalinu i Kamczatki. Zimuje w Europie Zachodniej (od południowej Anglii po północne brzegi Morza Śródziemnego) i Środkowej, we wschodniej części basenu Morza Śródziemnego, w Azji Środkowej oraz na Bliskim i Dalekim Wschodzie.
W Polsce pojawia się na przelotach i zimuje; dość licznie na północy, nielicznie na południu.

## Charakterystyka
Wygląd zewnętrznyBielaczek jest najmniejszym z europejskich traczy. Mniejszy od czernicy. Samiec w upierzeniu godowym niemal cały biały. Kantarek i obszar wokół oka czarny, na skroni czarna kresa o kształcie litery V przechodząca na czub utworzony z piór. Na karku czarna półobroża, a na granicy boków i piersi czarna kresa łącząca się z półobrożą i przechodząca w czarne pasmo na grzbiecie (dobrze widoczna w locie). Czarne są również kresy w tylnej części białych plam na grzbiecie. W upierzeniu spoczynkowym podobny do samicy, z szarym tułowiem i brązową głową. Ogon i boki popielate z poprzecznym prążkowaniem. Samica i młode popielatoszare, z brązową głową, nad okiem widnieją czarne plamki. Szyja, podgardle i boki głowy białe. Dziób i nogi szaroniebieskie.
Rozmiarydługość ciała ok. 38–50 cm, długość skrzydła 17–20 cm, rozpiętość skrzydeł ok. 55–70 cm
Masa ciałaok. 500–950 g
GłosKaczor wydaje chrząkliwe „krre-ek” lub „e-rreg”, a kaczka pojedyncze „reg” lub „greg”.
ZachowanieWznosi się do lotu, uderzając szybko skrzydłami. Zimuje samotnie lub w małych stadkach, czasem mieszanych z innymi kaczkami. Na zimowiskach spada liczba samców, nawet do 15% na Jeziorze Bodeńskim. Coraz łagodniejsze zimy powodują, że trasy wędrówek (zwłaszcza samców) się skracają.

## Środowisko
Jeziora i rzeki na lesistych terenach w strefie tajgi, rzadziej tundry. Zimuje na wybrzeżach mórz i w niewielkiej liczbie na jeziorach w głębi lądu.

## Pożywienie
Ryby (głównie zimą) i inne drobne zwierzęta wodne, rzadziej skorupiaki i mięczaki, uzupełnione przez rośliny. W porównaniu z innymi kaczkami ma krótki i mocny dziób o zagiętym końcu i ostrych brzegach, co jest adaptacją do łapania pod wodą żywej zdobyczy. Nurkując przyciska skrzydłami tułów.

## Rozród

### Okres godowy

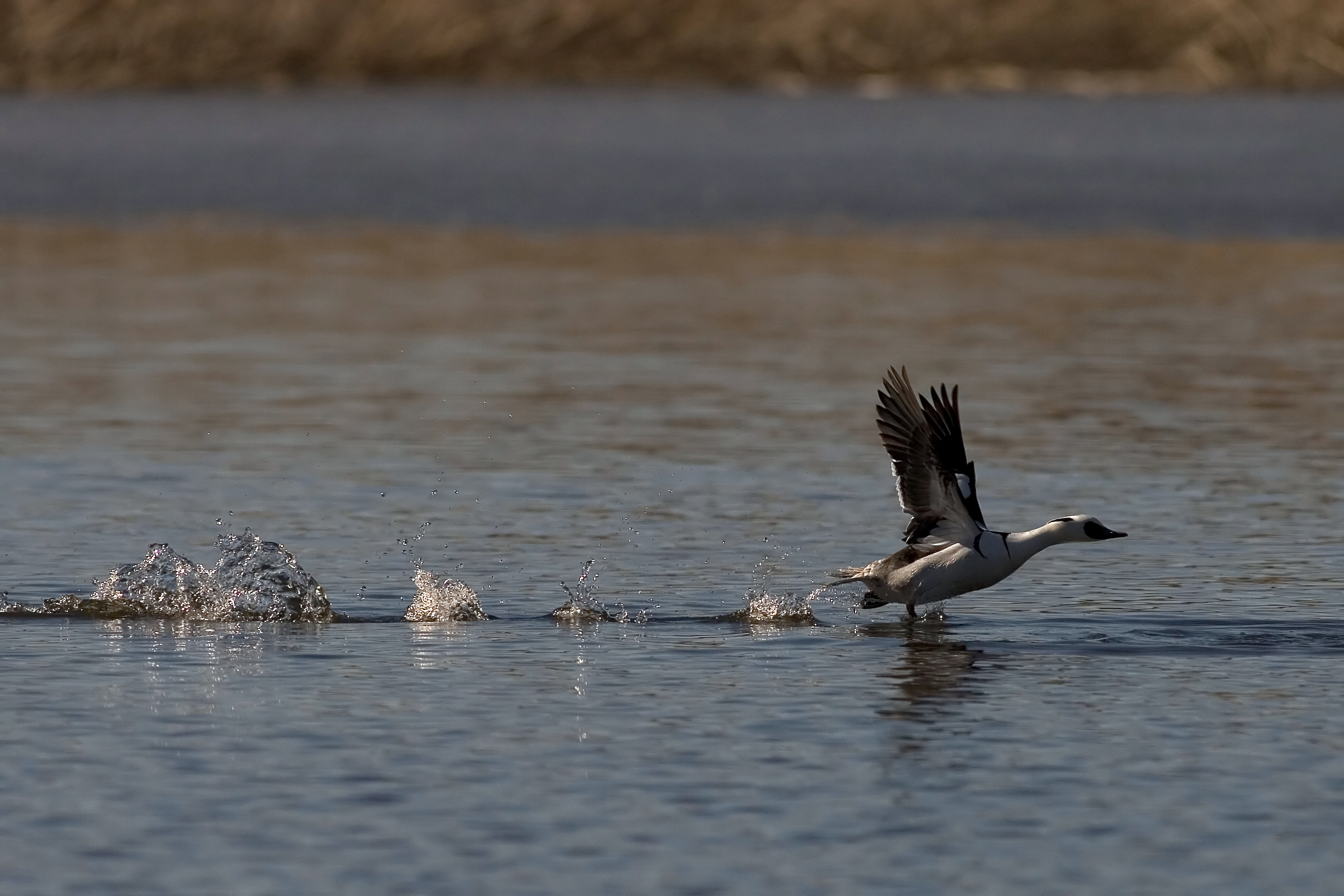
Bielaczek przyspieszający do lotu

TokiGrupowe toki rozpoczynają się w czasie wiosennych przelotów w lutym i marcu, choć czasem zaczynają się w styczniu jeszcze na zimowiskach.
GniazdoNajchętniej w starych dziuplach drzew lub budce lęgowej. Wyjątkowo może się gnieździć między korzeniami lub wśród kamieni. Gniazda nie są niczym wyścielone, oprócz piór i szarobiałego puchu. W poszukiwaniu odpowiednich gniazd konkurują z gągołami, które zwykle wcześniej zaczynają składać jaja. Gęstość zasiedlenia obszaru przez bielaczka zależy od ilości miejsc gniazdowania.

### Okres lęgowy

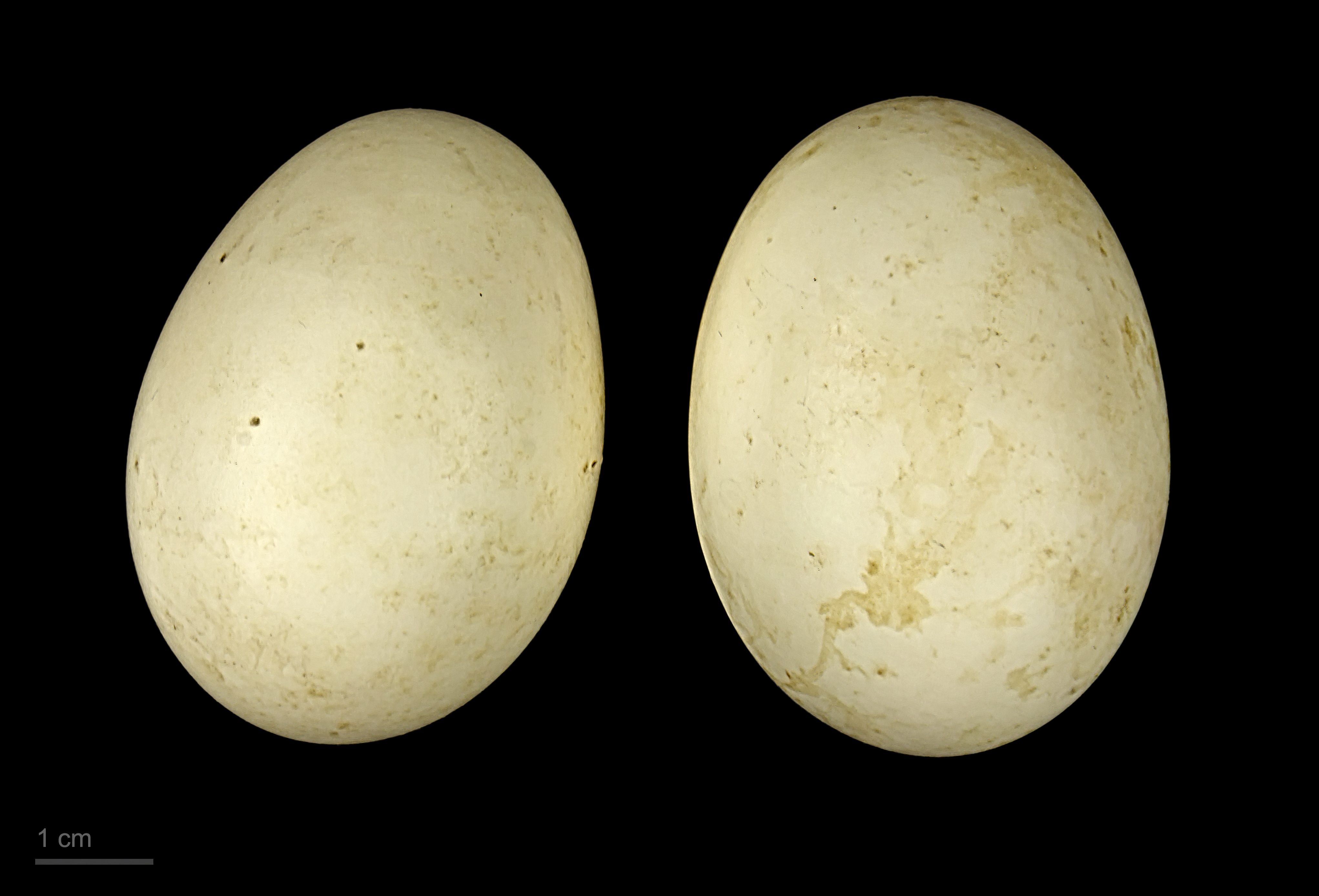
Jaja z kolekcji muzealnej

JajaW ciągu roku wyprowadza jeden lęg, składając w kwietniu–maju 5 do 14 kremowych lub bladocielistych jaj. Spotyka się również zniesienia mieszane z jajami gągoła.
WysiadywanieJaja wysiadywane są „twardo” przez okres 26 do 28 dni przez samicę.
PisklętaKaczęta na drugi dzień po wykluciu wyskakują z gniazda. Matka wodzi je, aż nauczą się latać po 6–7 tygodniach. Kaczęta są w czarno-białym puchu. Pisklęta pierzą się w wieku 70 dni. Stają się dojrzałe płciowo w drugim roku życia, podobnie jak nurogęś i szlachar.

## Status, zagrożenia i ochrona
W Czerwonej księdze gatunków zagrożonych Międzynarodowej Unii Ochrony Przyrody bielaczek nieprzerwanie od 1988 roku uznawany jest za gatunek najmniejszej troski (LC – Least Concern). Liczebność światowej populacji w 2015 roku, według szacunków organizacji Wetlands International, przekraczała 130 tysięcy osobników. Globalny trend liczebności populacji uznawany jest za spadkowy, natomiast liczebność populacji europejskiej rośnie (BirdLife International 2015).
Na terenie Polski gatunek ten jest objęty ścisłą ochroną gatunkową. W latach 2013–2018 liczebność populacji zimującej na terenie kraju szacowano na co najmniej 1600–5000 osobników.